# Jocs Olímpics d'Hivern de 2026
Els Jocs Olímpics d'Hivern de 2026, oficialment els XXV Jocs Olímpics d'Hivern (italià: XXV Giochi olimpici invernali) i també coneguts com a Milano Cortina 2026, seran un esdeveniment multiesportiu internacional que se celebrarà del 6 al 22 de febrer de 2026 a les ciutats italianes de Milà, Llombardia i Cortina d'Ampezzo, Vèneto. Milà i Cortina d'Ampezzo es van imposar a una altra candidatura conjunta de les ciutats sueques d'Estocolm – Åre per 47-34 vots per ser triades seus a la 134a Sessió del Comitè Olímpic Internacional (COI) a Lausana, Suïssa, el 24 de juny de 2019.
Seran els quarts Jocs Olímpics celebrats a Itàlia, els segons per a Cortina d'Ampezzo (que ja va acollir els Jocs Olímpics d'Hivern de 1956), i els primers celebrats a Milà. Seran els primers Jocs Olímpics en què hi hagi diverses ciutats amfitriones de forma oficial i seran els primers Jocs Olímpics d'Hivern des de Sarajevo 1984 on les cerimònies d'obertura i clausura se celebrin en llocs diferents. Marcarà el 20è aniversari dels Jocs Olímpics d'Hivern de 2006 a Torí, els més recents celebrats a Itàlia, i el 70è aniversari dels Jocs Olímpics d'Hivern de 1956 a Cortina d'Ampezzo, els primers celebrats a Itàlia. També va ser l'última de les dues Olimpíades consecutives que es van celebrar a Europa, ja que França acollirà els Jocs Olímpics d'Estiu de 2024 a París.